# Campionat d'Europa de futbol sala de la UEFA
El Campionat d'Europa de Futsal de la UEFA és la competició de seleccions nacionals europees de futbol sala organitzada per la UEFA.

## Historial

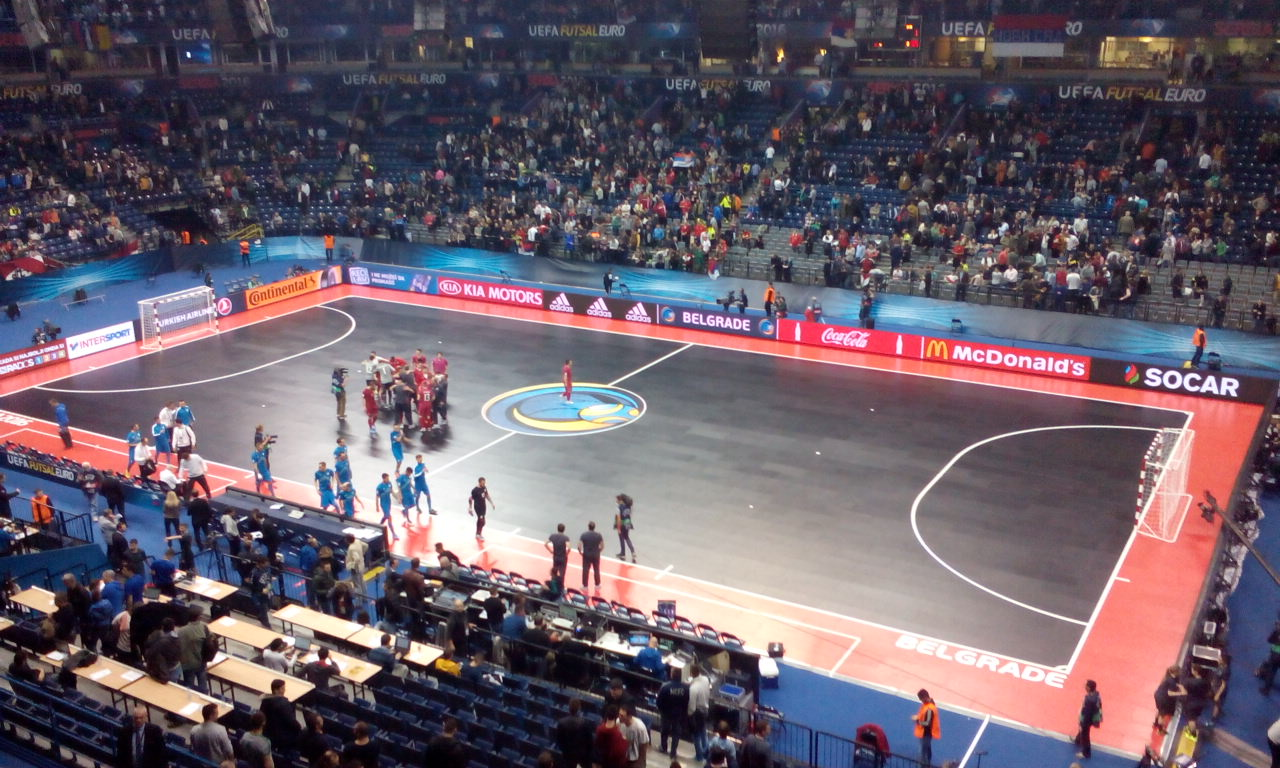
2–13 de febrer de 2016: El Campionat d'Europa de futbol sala de la UEFA de 2016 es disputà en el Belgrad Arena.

| En negreta = Selecció campiona (prò.) = Pròrroga (pen.) = Penals |

| I Detalls    | 1996 | Espanya  | 5–3             | Rússia   | Bèlgica                   | 3–2 (prò.)                | Itàlia                    | Espanya       | [ 2 ] |
| II Detalls   | 1999 | Rússia   | 3–3 (4–2, pen.) | Espanya  | Itàlia                    | 3–0                       | Països Baixos             | Espanya       |       |
| III Detalls  | 2001 | Espanya  | 2–1 (prò.)      | Ucraïna  | Rússia                    | 2–1 (prò.)                | Itàlia                    | Rússia        | [ 2 ] |
| IV Detalls   | 2003 | Itàlia   | 1–0             | Ucraïna  | Espanya i República Txeca | Espanya i República Txeca | Espanya i República Txeca | Itàlia        |       |
| VI Detalls   | 2005 | Espanya  | 2–1             | Rússia   | Itàlia                    | 3–1                       | Ucraïna                   | Txèquia       | [ 2 ] |
| V Detalls    | 2007 | Espanya  | 3–1             | Itàlia   | Rússia                    | 3–2                       | Portugal                  | Portugal      | [ 2 ] |
| VI Detalls   | 2010 | Espanya  | 4–2             | Portugal | República Txeca           | 5–3                       | Azerbaidjan               | Hongria       | [ 2 ] |
| VII Detalls  | 2012 | Espanya  | 3–1 (prò.)      | Rússia   | Itàlia                    | 3–1                       | Croàcia                   | Croàcia       | [ 3 ] |
| VIII Detalls | 2014 | Itàlia   | 3–1             | Rússia   | Espanya                   | 8–4                       | Portugal                  | Bèlgica       | [ 4 ] |
| IX Detalls   | 2016 | Espanya  | 7–3             | Rússia   | Kazakhstan                | 5–2                       | Sèrbia                    | Sèrbia        | [ 5 ] |
| X Detalls    | 2018 | Portugal | 3–2 (prò.)      | Espanya  | Rússia                    | 1–0                       | Kazakhstan                | Eslovènia     | [ 6 ] |
| XI Detalls   | 2022 | Portugal | 4–2             | Rússia   | Espanya                   | 4–1                       | Ucraïna                   | Països Baixos | [ 7 ] |